# Жанна Балібар

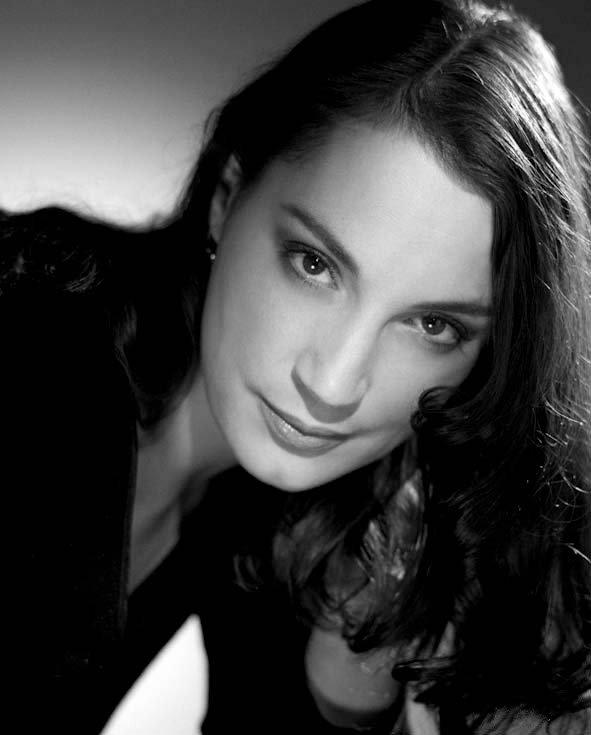
Студійне фото. Studio Harcourt, Париж, 1998

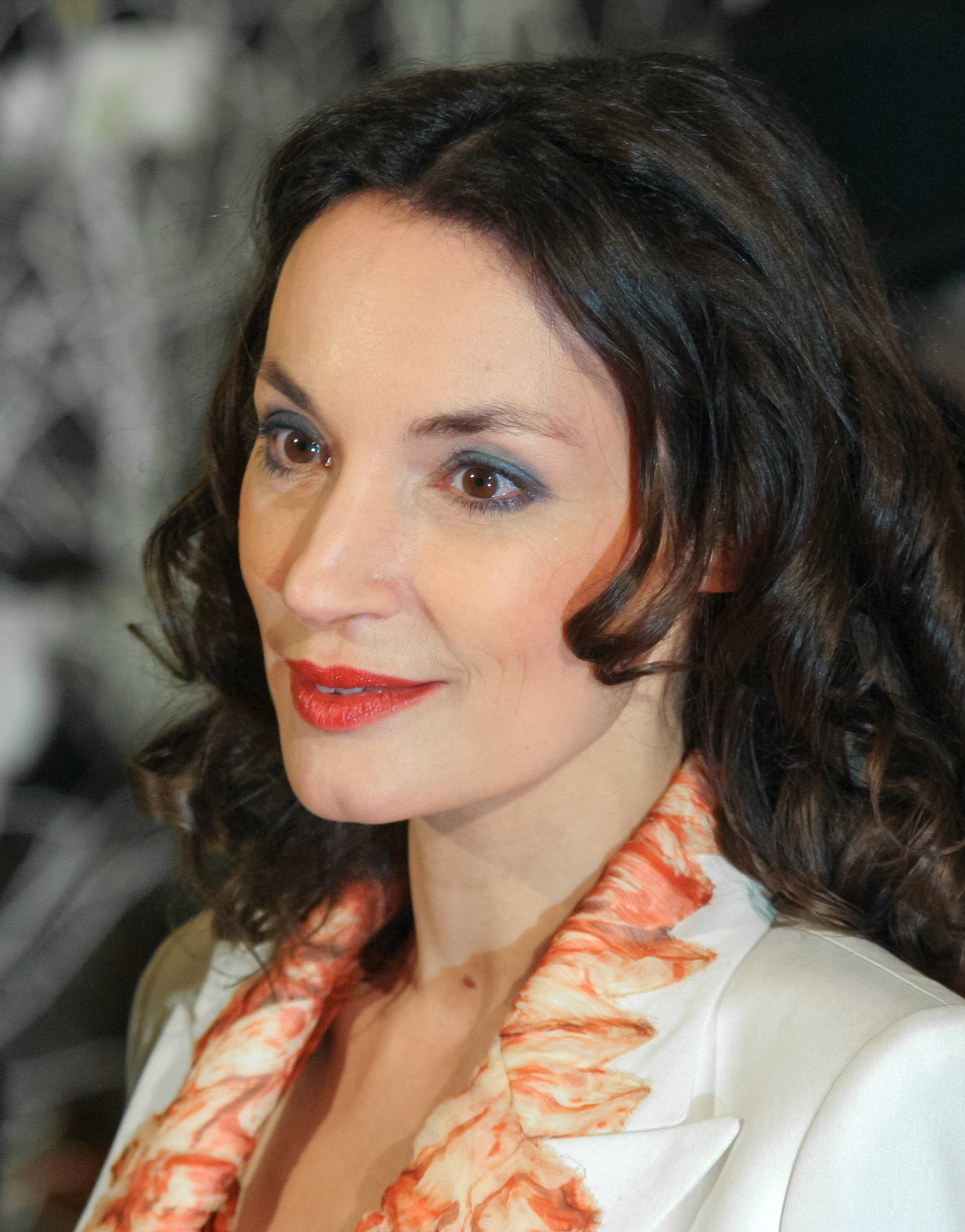
На Берлінському МКФ, 2007

Жа́нна Баліба́р (фр. Jeanne Balibar; нар. 13 квітня 1968, Париж, Франція) — французька театральна та акторка кіно, співачка. Чотириразова номінантка на здобуття французької національної кінопремії «Сезар» та лауреатка цієї нагороди 2018 року за роль у фільмі Матьє Амальріка «Барбара» .

## Біографія
Народидася 13 квітня 1968 року в Парижі в сім'ї французького філософа Етьєна Балібара та фізика Франсуази Балібар. 
Закінчила ліцей Генріха IV, в 1987-му поступила у Вищу нормальну школу (фр. École normale supérieure) в Парижі. З 1991 року Жанна навчалася на акторських курсах Флоран, а з наступного року — у Вищій національній консерваторії драматичного мистецтва. У 1993 році вона була прийнята до трупи Комеді Франсез.
У кінематографі дебютувала в 1992 році епізодичною роллю у фільмі Арно Деплешена «Вартовий». Відтоді акторка знялася у 50-ти кіно- та телефільмах. Чотири рази (у 1997-98, 2001 та 2010 роках) була номінована на здобуття французької національної кінопремії «Сезар».
З кінця 1990-х виступає також як співачка, зокрема у фільмах (Бал акторок та ін.). Випустила два альбоми — «Paramour» (2003) і «Slalom Dame» (2006), — спільно з французькими музикантами Фредом Пуле і Домініком А. Про її концертні виступи знято документальний фільм Педру Кошти Ne change rien.
У 2013 році дебютувала як режисер, поставивши за власним сценарієм стрічку «Наприклад, Електра».
була членом журу Венеційського (2001) та Каннського (2008) міжнародних кінофестивалів. У 2009 році вона була президентом 14-ї церемонії вручення французької кінопремії Премія «Люм'єр».
У 2016 році нагороджена французьким орденом Мистецтв та літератури (офіцер).

## Особисте життя
Перебувала в шлюбі з Матьє Амальріком, якому народила двох синів, потім — з письменником П'єром Альфері та з музикантом Філіпом Катріном.

## Фільмографія (вибіркова)
Акторка
| Рік  |    | Українська назва                           | Оригінальна назва                               | Роль                      |
| ---- | -- | ------------------------------------------ | ----------------------------------------------- | ------------------------- |
| 1992 | с  | Жулі Леско                                 | Julie Lescaut                                   | Маріка                    |
| 1994 | ф  | Приємне божевілля                          | La folie douce                                  | Мадлен                    |
| 1994 | ф  | Воскресіння у Парижі                       | Un dimanche à Paris                             | Ніна                      |
| 1995 | тф | Злочин мосьє Стіла                         | Le crime de monsieur Stil                       | Шарлотта                  |
| 1996 | ф  | Як я обговорював... (моє сексуальне життя) | Comment je me suis disputé... (ma vie sexuelle) | Валері                    |
| 1997 | ф  | Мене лякає кохання                         | J'ai horreur de l'amour                         | Анні                      |
| 1997 | ф  | На обід — суп                              | Mange ta soupe                                  | донька                    |
| 1998 | ф  | Тільки Бог мене бачить                     | Dieu seul me voit                               | Анна                      |
| 1998 | ф  | Кінець серпня, початок вересня             | Fin août, début septembre                       | Женні                     |
| 1999 | ф  | Три мости на річці                         | Trois ponts sur la rivière                      | Клер                      |
| 2000 | ф  | Сад                                        | Sade                                            | мадам Сантеро             |
| 2000 | ф  | Син двох матерів, або Комедія невинності   | Comédie de l'innocence                          | Ізабелла                  |
| 2000 | ф  | Ваш вибір, мадам                           | Ça ira mieux demain                             | Елізабет                  |
| 2001 | ф  | Спробуй дізнайся                           | Va savoir                                       | Камілла Б.                |
| 2001 | ф  | З усією любов'ю                            | Avec tout mon amour                             | Євгенія                   |
| 2001 | ф  | Стадіон Вімблдон                           | Le stade de Wimbledon                           | молода жінка              |
| 2002 | ф  | Приватна справа                            | Une affaire privée                              | Сільві, колишня де Манері |
| 2002 | ф  | Чоловіки Сесіль Кассар                     | 17 fois Cécile Cassard                          | Едіт                      |
| 2003 | ф  | Салтімбанк                                 | Saltimbank                                      | Ванесса Бартоломю         |
| 2003 | ф  | Код 46                                     | Code 46                                         | Сільвія                   |
| 2003 | ф  | Усі ці прекрасні обіцянки                  | Toutes ces belles promesses                     | Маріанна                  |
| 2004 | ф  | Очищення                                   | Clean                                           | Ірен Паоліні              |
| 2005 | с  | Прокляті королі                            | Les rois maudits                                | Беатріс д'Гірсон          |
| 2006 | кф | Фрекен Жулі                                | Mademoiselle Y                                  |                           |
| 2006 | ф  | Подзвоніть мені, Агостіно                  | Call Me Agostino                                | Маріанна Будесса          |
| 2007 | ф  | Не чіпай сокиру                            | Ne touchez pas la hache                         | Антуанетта де Лонже       |
| 2007 | ф  | Зачаровані танцем                          | J'aurais voulu être un danseur                  | Клаудія                   |
| 2008 | ф  | Саган                                      | Sagan                                           | Пеггі Роше                |
| 2008 | ф  | Ідіот                                      | L'idiot                                         | Настасія Філіпповна       |
| 2008 | ф  | Дівчина з Монако                           | La fille de Monaco                              | Елен                      |
| 2008 | ф  | Задоволення від співу                      | Le plaisir de chanter                           | Констанція                |
| 2009 | ф  | Бал акторок                                | Le bal des actrices                             | Жанна Балібар             |
| 2009 | мф | Паніка в селі                              | Panique au village                              | мадам Лонгрі, озвучування |
| 2009 | ф  | Жінка-невидимка                            | La femme invisible (d'après une histoire vraie) | Фантометта                |
| 2009 | тф | Кохання до смерті                          | Mourir d'aimer                                  | мати Лукаса               |
| 2010 | ф  | У віці Елен                                | Im Alter von Ellen                              | Еллен                     |
| 2012 | тф | Клара збирається померти                   | Clara s'en va mourir                            | Клара                     |
| 2013 | ф  | Наприклад, Електра                         | Par exemple, Electre                            | Жанна                     |
| 2013 | с  | Тунель                                     | The Tunnel                                      | Шарлотта Жубер            |
| 2013 | ф  | Насолода                                   | Delight                                         | Ехо                       |
| 2014 | ф  | Принцеса Монако                            | Grace of Monaco                                 | графиня Бачучі            |
| 2014 | ф  | Літні ночі                                 | Les nuits d'été                                 | Елен                      |
| 2014 | ф  | Портрет художника                          | Le dos rouge                                    | Селія Бі                  |
| 2016 | ф  | Дедвейт                                    | Deadweight                                      | Франсуаза Кеттлер         |
| 2016 | ф  | Художник тіла                              | À jamais                                        | Ізабель                   |
| 2017 | ф  | Барбара                                    | Barbara                                         | Бріжит                    |
| 2017 | ф  | Холодна війна                              | Zimna wojna                                     | Джульєтта                 |
| 2019 | ф  | Знедолені                                  | Les Misérables                                  | уповноважена              |
| 2021 | ф  | Пам'ятьMemoria                             |                                                 |                           |

Режисер, сценарист
- 2013 : Наприклад, Електра / Par exemple, Electre

## Театр
- 1991 :  Гниючий чародій, Гійом Аполлінер
- 1992 :  Шлюб мимоволі, Мольєр
- 1994 :  Дон Жуан, Мольєр Дон Жуан, Авіньйонський фестиваль
- 1994 : Пан Бобль , Жорж Шеаде
- 1995 :  Сквер, Маргеріт Дюрас
- 1995 :  Служанки, Жан Жене
- 1996 :  Клітандр, П'єр Корнель
- 1997 :  Макбет, Вільям Шекспір
- 1998 :  Пентесілея, Генріх фон Клейст
- 2003 :  Дядя Ваня А. П. Чехов
- 2003 :  Атласний черевичок, Поль Клодель, режиср Олів'є Пі
- 2003 :  Живий труп, Л. Толстой
- 2005 :  Соляріс, Станислав Лем, режисер Мартін Вуттке
- 2006 :  Перікола, Жак Оффенбах
- 2008 :  Хвора танцівниця, Борис Шармац; (за мотивами танцю буто)
- 2008 :  Електра, Софокл, читка на Авіньйонському фестивалі
- 2009 :  Атласний черевичок, Клодель, режисер Олів'є Пі
- 2010 : Вишневий сад, А. Чехов
- 2012 :  Дама з камеліями, А. Дюма, режисер Франк Касторф

## Визнання
| Нагороди та номінації Жанни Балібар                        | Нагороди та номінації Жанни Балібар | Нагороди та номінації Жанни Балібар        | Нагороди та номінації Жанни Балібар |
| Рік                                                        | Категорія                           | Фільм                                      | Результат                           |
| ---------------------------------------------------------- | ----------------------------------- | ------------------------------------------ | ----------------------------------- |
| Премія «Сезар»                                             |                                     |                                            |                                     |
| 1997                                                       | Найперспективніша акторка           | Як я обговорював... (моє сексуальне життя) | Номінація                           |
| 1998                                                       | Найперспективніша акторка           | Мене лякає кохання                         | Номінація                           |
| 2001                                                       | Найкраща акторка другого плану      | Ваш вибір, мадам                           | Номінація                           |
| 2010                                                       | Найкраща акторка другого плану      | Саган                                      | Номінація                           |
| 2018                                                       | Найкраща акторка                    | Барбара                                    | Перемога                            |
| Міжнародний кінофестиваль у Сан-Себастьяні                 |                                     |                                            |                                     |
| 1998                                                       | Срібна мушля найкращій акторці      | Кінець серпня, початок вересня             | Перемога                            |
| Кінофестиваль в Салоніках                                  |                                     |                                            |                                     |
| 1998                                                       | Найкраща акторка                    | Тільки Бог мене бачить                     | Перемога                            |
| Міжнародний кінофестиваль незалежного кіно в Буенос-Айресі |                                     |                                            |                                     |
| 2011                                                       | Найкраща акторка                    | У віці Елен                                | Перемога                            |
| Премія «Люм'єр»                                            |                                     |                                            |                                     |
| 2018                                                       | Найкраща акторка                    | Барбара                                    | Перемога                            |